# Futbol platja

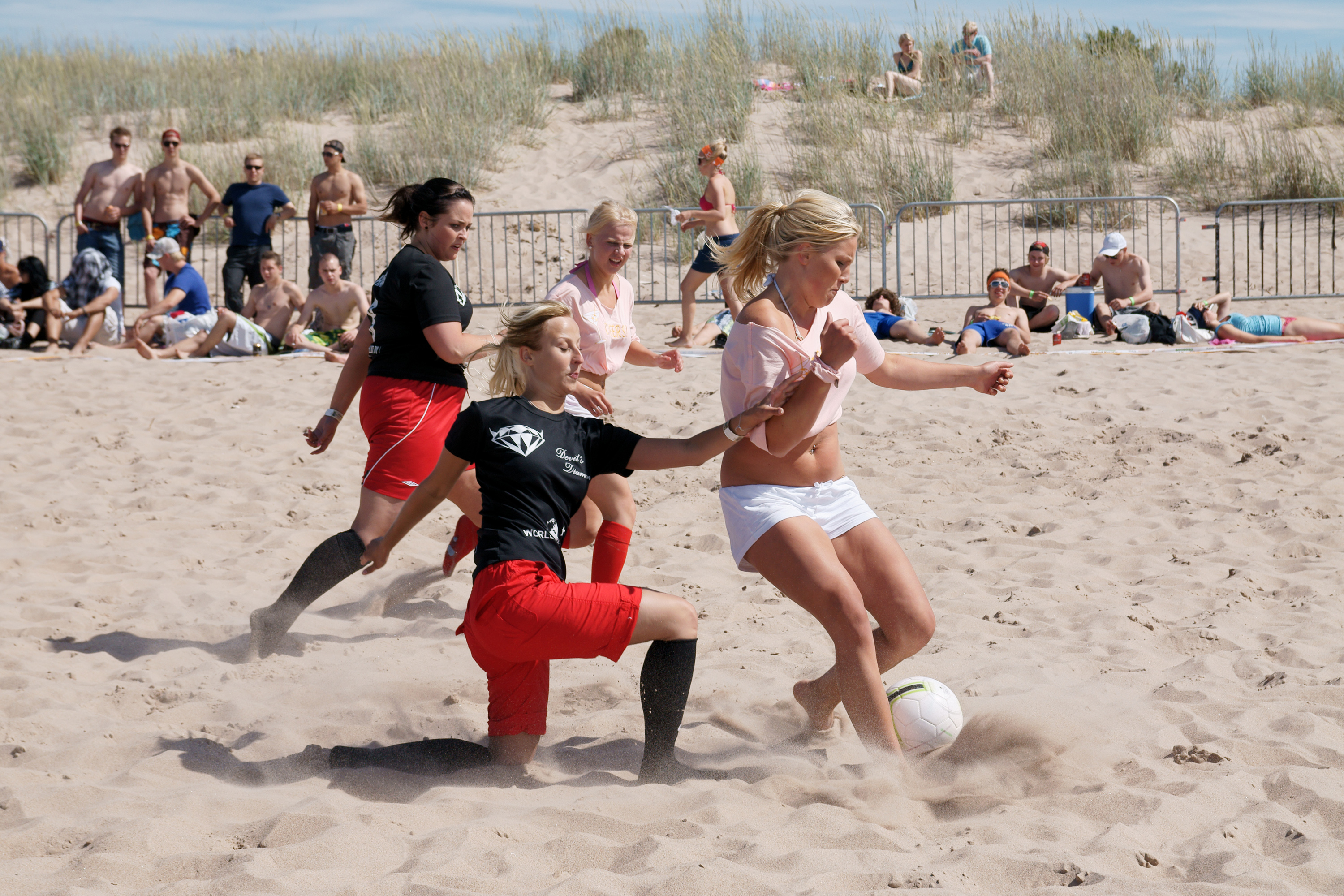
Partit de futbol platja a Finlàndia

El futbol platja (IPA: [fudˈbɔɫ ˈpɫa.d͡ʒə]) és una modalitat del futbol que es juga sobre una superfície d'arena llisa, entre dos equips de cinc jugadors cadascun, i l'objectiu del qual és marcar més gols que l'equip contrari. Aquest esport té com a objectiu l'oci i l'espectacle, més que la competitivitat. Hi ha un tir a porta cada trenta segons, i un gol cada quatre minuts, de mitjana.

## Principals diferències amb el futbol
- En el futbol platja hi ha tres temps de dotze minuts. El rellotge s'atura quan l'àrbitre assenyala un tir lliure directe, un tir de penal, o que un jugador està perdent temps.
- Tots els tirs lliures són directes. Quan es treu un tir lliure, cap jugador, excepte el porter, es podrà situar en l'angle entre els pals i la pilota. És a dir, no existeix la barrera.
- Si un jugador veu la segona targeta groga, se li mostrarà la targeta blava, que l'expulsarà durant dos minuts del terreny de joc. La targeta vermella es mostrarà si un jugador veu una tercera targeta groga.
- La sacada de banda es pot realitzar tant amb les mans com amb els peus.

## El terreny de joc

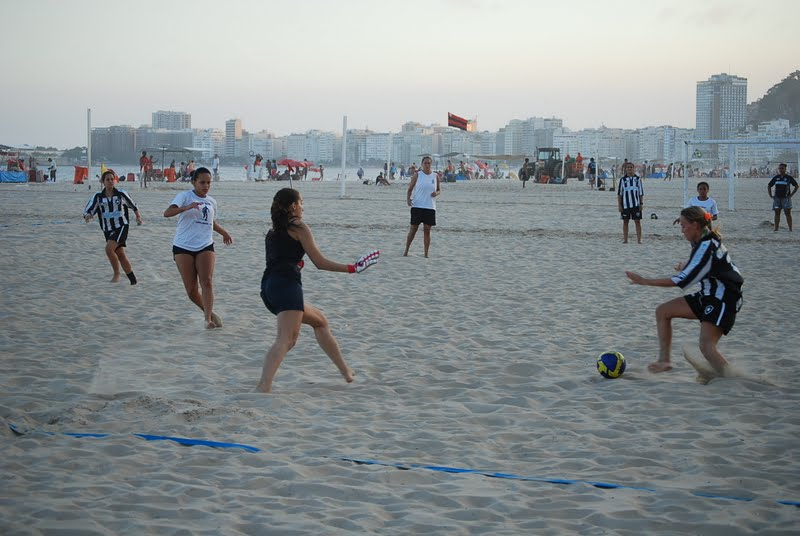
La cinta blava marca el límit del camp

El terreny de futbol platja estarà constituït per una superfície llisa d'arena, delimitada per cintes de color blau. Les seves mesures seran de 36 x 27 metres, amb una variació de ±1 m. Les diferents zones del terreny de joc (meitats del camp, àrees de penals...) es faran mitjançant línies imaginàries que uneixen dues banderes vermelles o grogues situades a un metre a l'exterior del terreny de joc. Les porteries hauran de ser de color groc fluorescent, i mesuraran 5.5 metres d'ample per 2.2 metres d'alt.

## Equips
Cada equip està format per cinc jugadors (quatre més el porter) i substitucions il·limitades (una banqueta de 3 a 5 jugadors suplementaris), el temps de joc està format per tres períodes de 12 minuts. Cada partit de futbol platja ha de tenir un guanyador, disputant-se un temps afegit de tres minuts en cas d'empat, seguit d'una tanda de penals si acaba en empat. La regla del gol d'or pot canviar segons els diferents esdeveniments diferents com l'European Beach Soccer League ESBL.

## Amonestacions
Dos àrbitres controlen el partit. Qualsevol falta comesa pot transformar-se en falta directa a porta, que ha de ser llançada pel jugador que va rebre la falta. S'usen les targetes blaves, per amonestar al jugador i signifiquen que ha d'abandonar el terreny de joc durant dos minuts, temps en què el seu equip jugarà amb un jugador menys.
- Amonestació amb targeta groga per celebrar un gol llevant-se la samarreta.
- En el futbol platja hi ha tres temps de dotze minuts. El rellotge s'atura quan l'àrbitre assenyala un tir lliure directe, un penal, o quan un jugador està perdent temps.
- Tots els tirs lliures són directes. Quan es treu un tir lliure, cap jugador, excepte el porter, es podrà situar en l'angle entre els pals i la pilota. És a dir, no existeix la barrera.
- Si un jugador veu la segona targeta groga, se li mostrarà la targeta blava, que donarà lloc a l'expulsió durant dos minuts del terreny de joc. La targeta vermella es mostrarà si un jugador rep una tercera targeta groga.
- El servei de banda es pot realitzar tant amb les mans com amb els peus.
- Els penals es decideixen a mort sobtada.
- Com en el futbol normal, la pilota no es pot tocar amb la mà a excepció dels porters dins de l'àrea o si s'ha de treure de banda.